# Carabe du maïs
Stenolophus lecontei
Espèce
Le carabe du maïs (Stenolophus lecontei) est une espèce d'insectes coléoptères de la famille des Carabidae, originaires d'Amérique du Nord.

## Description
Ce sont de petits insectes du sol (moins de 1 cm de long), qui sont surtout des prédateurs de petits insectes mais peuvent aussi nourrir des semences de maïs en cours de germination.

## Distribution
L'aire de répartition du carabe du maïs s'étend sur la moitié orientale des États-Unis, ainsi qu'en Ontario et au Québec (Canada).